# Gymnolaemata
Gymnolaemata é a maior e mais diversa classe do filo Ectoprocta, incluindo formas predominantemente marinhas, algumas mixoalinas, e raras dulceaqüícolas. A classe é dividida em duas ordens, que incluem cerca de 650 gêneros. O domínio dos gimnolaemados sobre as outras duas classes começou no Cretáceo Superior, e assim permanece até os dias de hoje.

## Classificação
- Classe Gymnolaemata Allman, 1856
  - Ordem Ctenostomata Busk, 1852
    - Subordem Alcyonidiina Johnston, 1847
    - Subordem Flustrellidrina d'Hondt, 1975
    - Subordem Victorellina Jebram, 1973
    - Subordem Paludicellina Allman,1856
    - Subordem Vesicularina Johnston,1838
    - Subordem Stoloniferina Ehlers,1876

  - Ordem Cheilostomata Busk, 1852
    - Subordem Inovicellata Jullien, 1888
    - Subordem Scrupariina Silén, 1941
    - Subordem Malacostega Levinsen, 1902
    - Subordem Neocheilostomina d’Hondt, 1985
      - Infraordem Flustrina Smitt, 1867
      - Infraordem Ascophora Levinsen, 1909